# Capella Istropolitana
Capella Istropolitana é uma pequena  orquestra de câmara que foi fundada em Bratislava, Eslováquia em 1983. Em 1991 a assembleia municipal de Bratislava designou a orquestra como a Orquestra de Câmara da Cidade de Bratislava.